# Centronaxa orthostigialis
Centronaxa orthostigialis är en fjärilsart som beskrevs av W. Warren 1893. Centronaxa orthostigialis ingår i släktet Centronaxa och familjen mätare. Inga underarter finns listade i Catalogue of Life.